# Lienardia fallaciosa
Lienardia fallaciosa é uma espécie de gastrópode do gênero Lienardia, pertencente a família Clathurellidae.